# Безымянка (приток Лютоги)
Безымянка — река в России, на острове Сахалин, левый приток реки Лютоги.
Впадает в Лютогу за 60 км от её устья, протекает по территории Холмского городского округа Сахалинской области.
Длина реки составляет 21 км, площадь водосборного бассейна — 28,2 км². Общее направление течения с севера на юг.

## Данные водного реестра
По данным государственного водного реестра России относится к Амурскому бассейновому округу.
Код объекта в государственном водном реестре — 20050000212118300006458.